# Liste der Kreisstraßen im Kreis Segeberg
Die Liste der Kreisstraßen im Kreis Segeberg ist eine Liste der Kreisstraßen im schleswig-holsteinischen Kreis Segeberg.

## Abkürzungen
- K: Kreisstraße
- L: Landesstraße

## Liste
Straßen und Straßenabschnitte, die unabhängig vom Grund (Herabstufung zu einer Gemeindestraße oder Höherstufung) keine Kreisstraßen mehr sind, werden kursiv dargestellt. Der Straßenverlauf wird in der Regel von Nord nach Süd und von West nach Ost angegeben.
| Nr.   | Verlauf |
| ----- | --- |
| K 1   | in Wensin – Garbek – Travenort – L 69 |
| K 3   | K 62 in Schieren – K 56 – Westerrade – K 95 – L 69 |
| K 4   | Bad Segeberg – K 46 – K 7 – Weede – K 5 – K 62 – Steinbek – K 92 – Söhren – K 55 – Herrenbranden – Strukdorf – K 115                                              |
| K 5   | K 4 in Weede – K 7 in Mielsdorf |
| K 6   | L 83 in Klein Gladebrügge – K 7 |
| K 7   | K 4 in Bad Segeberg – – K 6 – Mielsdorf – K 5 – Altengörs – K 8 – Neuengörs – K 55 – Stubben – K 64 – Kreisgrenze – (K 75 im Kreis Stormarn)                      |
| K 8   | K 7 in Altengörs – K 84 – L 84 – Bühnsdorf – Hohelucht – Fuhlenpott – K 9 in Wakendorf I                                                                          |
| K 9   | (K 73 im Kreis Stormarn) – Kreisgrenze – Wakendorf I – K 8 – Kreisgrenze – (K 1 im Kreis Stormarn)                                                                |
| K 10  | K 11 in Traventhal – L 83 |
| K 11  | L 83 in Klein Gladebrügge – K 12 – K 10 in Traventhal |
| K 12  | K 11 – Herrenmühle – K 82 – Schwissel – Bebensee – L 167 in Neversdorf                                                                                            |
| K 13  | in Groß Niendorf – Kreisgrenze – (K 64 im Kreis Stormarn) |
| K 15  | K 108 in Sülfeld – Kreisgrenze – (K 60 im Kreis Stormarn) |
| K 18  | Kükels – |
| K 21  | L 80 – Karlsburg – Kisdorferwohld – L 233 – L 75 in Wakendorf II                                                                                                  |
| K 23  | L 233 in Kisdorf – L 75 in Henstedt |
| K 27  | L 234 in Schmalfeld – L 79 |
| K 29  | in Lentföhrden – K 48 |
| K 30  | (K 38 im Kreis Steinburg) – Kreisgrenze – Mönkloh – Weddelbrook – K 48 – K 59 – K 111 in Hitzhusen                                                                |
| K 32  | – Hagen – K 96 – L 122 |
| K 36  | K 111 in Boostedt – K 102 |
| K 38  | Groß Kummerfeld – K 75 – K 114 in Kleinkummerfeld |
| K 39  | K 52 in Rickling – Kuhlen – – K 44 in Daldorf |
| K 40  | L 69 in Bornhöved – Gönnebek – K 52 |
| K 42  | L 68 in Blunk – K 45 |
| K 44  | K 39 in Daldorf – Hamdorf – K 91 – L 68 in Groß Rönnau |
| K 45  | L 69 in Schlamersdorf – Grönwohld – Freudenberg – K 74 – Ihlkamp – K 42 – K 56 – Groß Rönnau – L 68                                                               |
| K 46  | K 4 in Bad Segeberg – K 62 |
| K 48  | K 30/K 59 in Weddelbrook – K 76 – K 90 – Heidmoor – K 29 – /L 210                                                                                                 |
| K 49  | L 80 in Kattendorf – Winsen – L 233 in Kisdorf |
| K 50  | L 69 in Bornhöved – – K 52 |
| K 52  | L 68 in Tensfeld – K 106 – K 50 – – Trappenkamp – K 40 – K 114 – – Rickling – K 39 – K 87/K 103 in Hoheluft                                                       |
| K 53  | L 75 in Henstedt – Ulzburg Süd – L 326 |
| K 54  | L 81 in Borstel – K 108 in Sülfeld |
| K 55  | K 7 in Neuengörs – K 64 – K 4 in Söhren |
| K 56  | K 45 – Krems II – Warderbrück – Warder – Wardersee – K 3 |
| K 57  | in Schmalensee – L 68 in Stocksee |
| K 58  | L 260/L 319 – K 111 in Großenaspe |
| K 59  | in Föhrden-Barl – K 30/K 48 in Weddelbrook |
| K 60  | K 61 – – – K 73/K 102 in Wahlstedt |
| K 61  | K 91 in Negernbötel – K 60 – Schackendorf – in Bad Segeberg |
| K 62  | K 46 – Schieren – K 68 – K 3 – K 4 in Weede |
| K 64  | K 55 – K 7 in Stubben |
| K 68  | – Quaal – K 62 in Schieren |
| K 69  | L 69 in Pronstorf – Eilsdorf – K 93 – Kreisgrenze – (K 35 im Kreis Ostholstein)                                                                                   |
| K 71  | L 232 in Struvenhütten – L 80 |
| K 72  | L 161 in Seekamp – L 306 in Glasau |
| K 73  | K 60/K 102 in Wahlstedt – in Wittenborn |
| K 74  | L 68 – K 45 in Freudenberg |
| K 75  | (K 6 in Neumünster) – Kreisgrenze – K 38 in Groß Kummerfeld |
| K 76  | K 48 in Weddelbrook – Bissenmoor – |
| K 78  | K 102 in Heidmühlen – /L 79 |
| K 79  | L 75 in Wakendorf II – Kreisgrenze – (K 51 im Kreis Stormarn) |
| K 80  | (Kreis Plön) – Kreisgrenze – in Schmalensee |
| K 81  | in Lentföhrden – L 234 in Schmalfeld |
| K 82  | – – K 12 in Schwissel |
| K 84  | L 83 – K 8 in Altengörs |
| K 86  | L 232 in Seth – |
| K 87  | K 52/K 103 in Hoheluft – K 102 in Wahlstedt |
| K 88  | K 89 in Bimöhlen – Weide – in Hartenholm |
| K 89  | K 111 – Bimöhlen – K 88 – |
| K 90  | K 48 in Weddelbrook – in Lentföhrden |
| K 91  | K 61 in Negernbötel – K 44 in Hamdorf |
| K 92  | K 4 – Geschendorf – /L 69 |
| K 93  | L 69 in Strenglin – K 69 in Eilsdorf |
| K 94  | L 69 in Goldenbek – L 71 in Reinsbek |
| K 95  | L 69 in Pronstorf – K 3 in Westerrade |
| K 96  | L 295 in Borstel – Hagen – K 32 – K 111 in Hitzhusen |
| K 97  | L 320 in Kaltenkirchen – L 233 in Kisdorf |
| K 98  | L 69 in Tensfelderau – Hornsmühlen – Kreisgrenze – (K 49 im Kreis Plön) – Kreisgrenze – K 110 – Kreisgrenze – (K 32 im Kreis Ostholstein)                         |
| K 99  | in Glashütte – Landesgrenze – (Hamburg) |
| K 100 | L 284 in Harksheide – in Glashütte |
| K 101 | (K 43 im Kreis Plön) – Kreisgrenze – L 69 in Bornhöved |
| K 102 | K 114 in Kleinkummerfeld – Kleinkummerfeld Bahnhof – K 36 – Latendorf – Heidmühlen – K 78 – K 103 – Wahlstedt – K 87 – K 60 – Fahrenkrug – K 47 – in Bad Segeberg |
| K 103 | K 102 – Fehrenbötel – K 52/K 87 in Hoheluft |
| K 104 | L 80/L 320 in Kaltenkirchen – Brunskamp – L 75 in Alveslohe |
| K 106 | L 69 – K 52 |
| K 107 | (K 5 im Kreis Pinneberg) – Kreisgrenze – in Garstedt |
| K 108 | L 81 – Sülfeld – K 54 – K 15 – Kreisgrenze – (K 110 im Kreis Stormarn)                                                                                            |
| K 109 | L 167 in Todesfelde – Stuvenborn-Brook – L 233 in Stuvenborn |
| K 110 | K 98 – Kembs – Kuhlenbrook – Blocksberg – L 69 in Berlin |
| K 111 | (K 18 in Neumünster) – Kreisgrenze – Boostedt – K 36 – Großenaspe – K 89 – – Bad Bramstedt – L 122 – Hitzhusen – K 30 – K 96 –                                    |
| K 112 | L 79 – L 80 in Kattendorf |
| K 113 | (K 24 im Kreis Pinneberg) – Kreisgrenze – L 284/L 326 in Harksheide                                                                                               |
| K 114 | (K 19 in Neumünster) – Kreisgrenze – Kleinkummerfeld – K 38 – K 102 – Willingrade – K 52 in Rickling                                                              |
| K 115 | /L 69 – Strukdorf – K 4 – Kreisgrenze – (K 112 im Kreis Stormarn)                                                                                                 |